# 马西米连诺一世 (墨西哥)
马西米连诺一世（西班牙語：Maximiliano I，1832年7月6日—1867年6月19日），全名斐迪南·马克西米连·约瑟夫·冯·哈布斯堡-洛林（德語：Ferdinand Maximilian Josef von Habsburg-Lothringen），奥地利哈布斯堡王朝成员，曾任倫巴第-威尼西亞王國总督，1864年4月10日在法国皇帝拿破仑三世的怂恿下，接受了墨西哥皇位，称墨西哥皇帝马西米连诺一世。

## 早年生涯
马克西米连生于维也纳的美泉宫，是奧地利的法蘭茲·卡爾大公与巴伐利亚维特尔斯巴赫家族的公主苏菲公主的次子，奥地利皇帝弗兰茨·约瑟夫一世之弟。
马克西米连小时候非常聪明，显示出对艺术浓厚的兴趣，对科学特别是植物学也相当感兴趣。他后来加入了海军，由于他对这项事业的热忱，以及他在的里雅斯特军港的建设和意大利战争中的重要作用，他被迅速提升为海军总司令。他是个有名的自由主义者。1857年2月，他被任命为倫巴第-威尼西亞王國总督。
马克西米连在1857年7月21日与比利时国王利奥波德一世之女夏洛特公主结婚。婚后他们居住在米兰，直到1859年奥地利皇帝弗兰茨·约瑟夫一世解除了他的总督职务。因为皇帝对他在意大利实施自由主义政策很是不满。不久，哈布斯堡王朝失去了在意大利的领地。马克西米连于是在的里雅斯特的米拉马尔城堡里享受私人生活。

## 皇權誘惑
1859年，墨西哥的君主立宪派想在欧洲的天主教王室中挑选一位王子作为墨西哥的君主，他们找到了马克西米连。马克西米连起初没有接受这个计划，而是去巴西探险研究南美洲的热带雨林的植物。
然而在1862年，法国以“索债”为名，联合英国、西班牙入侵墨西哥。墨西哥总统胡亚雷斯不敌，被迫退入山区，墨西哥城被法军占领。由于法皇拿破仑三世鼓动和马克西米连妻子夏洛特（后来的卡洛塔皇后）想做皇后的欲望，及一次没有法律效果的公民投票（从墨西哥传来的消息表明：胡亚雷斯在国内仍很有影响，君主制的政治力量只集中在墨西哥城和周边小部分地区；正在经历南北战争的美国总统林肯也不同意墨西哥成为君主制国家），马克西米连于1863年同意接受墨西哥皇位。这个决定遭到了哈布斯堡家族大部分成员的反对，使他和他的后代失去了对奥地利皇位的继承权，这件事马克西米连是在上船前往墨西哥前夕被告知的。
1864年5月，在航向墨西哥的船上，他撰写了宮廷礼仪指南，而不是阅读与墨西哥相关的书籍。

## 帝制幻夢

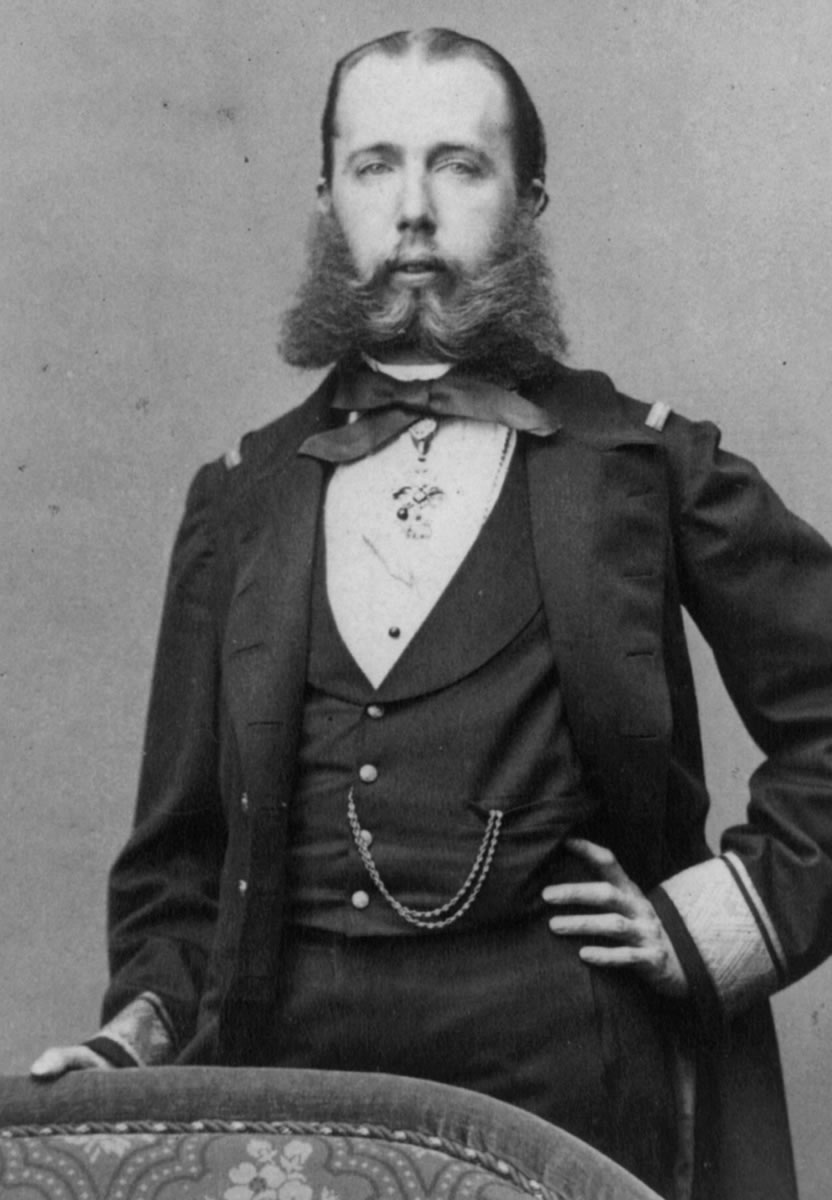
墨西哥皇帝马西米连诺一世

1864年5月28日，皇帝在韦拉克鲁斯登陆。他发现自己被卷入了法国军队与墨西哥共和主义者的战斗中，他的统治没有得到前总统胡亚雷斯的承认。
皇帝和皇后将他们的宫殿设在墨西哥城郊外的查普爾特佩克山上，皇帝开辟了一条穿过市区从查普爾特佩克到市中心的马路，并命名为皇帝大道，也就是现在著名的改革大道。
由于皇帝与皇后没有子嗣，他们收养前墨西哥皇帝阿古斯汀·德·伊图尔维德的孙子小阿古斯汀和萨尔瓦多为养子，授予他们伊图尔维德亲王殿下的头衔，以小阿古斯汀为墨西哥皇位继承人。
皇帝继续保持了胡亚雷斯提出的土地改革、宗教宽容、扩大选举权等自由主义政策。皇帝曾试图赦免胡亚雷斯，前提是胡亚雷斯承认他的皇位，但遭到了胡亚雷斯的拒绝。
1866年，拿破仑三世因国内的抵抗和美国的反对开始逐步从墨西哥撤军。法军的撤离对墨西哥皇室是个巨大的触动。卡洛塔皇后返回欧洲，到处游说，反对法国撤军，在巴黎、维也纳、罗马寻求援助。她的努力失败了，并且从未回到墨西哥。而皇帝拒绝离开他的追随者。1867年2月，皇帝退守克雷塔罗，并以之为首都。围困在此数周後，在5月11日试图突破封锁线时被捕。他被墨西哥的军事法庭以颠覆墨西哥共和国的罪名判处枪决。
得知此消息后，欧洲各国君主、美国总统安德鲁·约翰逊，甚至維克多·雨果、加里波第等民主人士都致信胡亚雷斯，要求其不要枪决皇帝，均遭到胡亚雷斯的反对。

## 失勢被殺

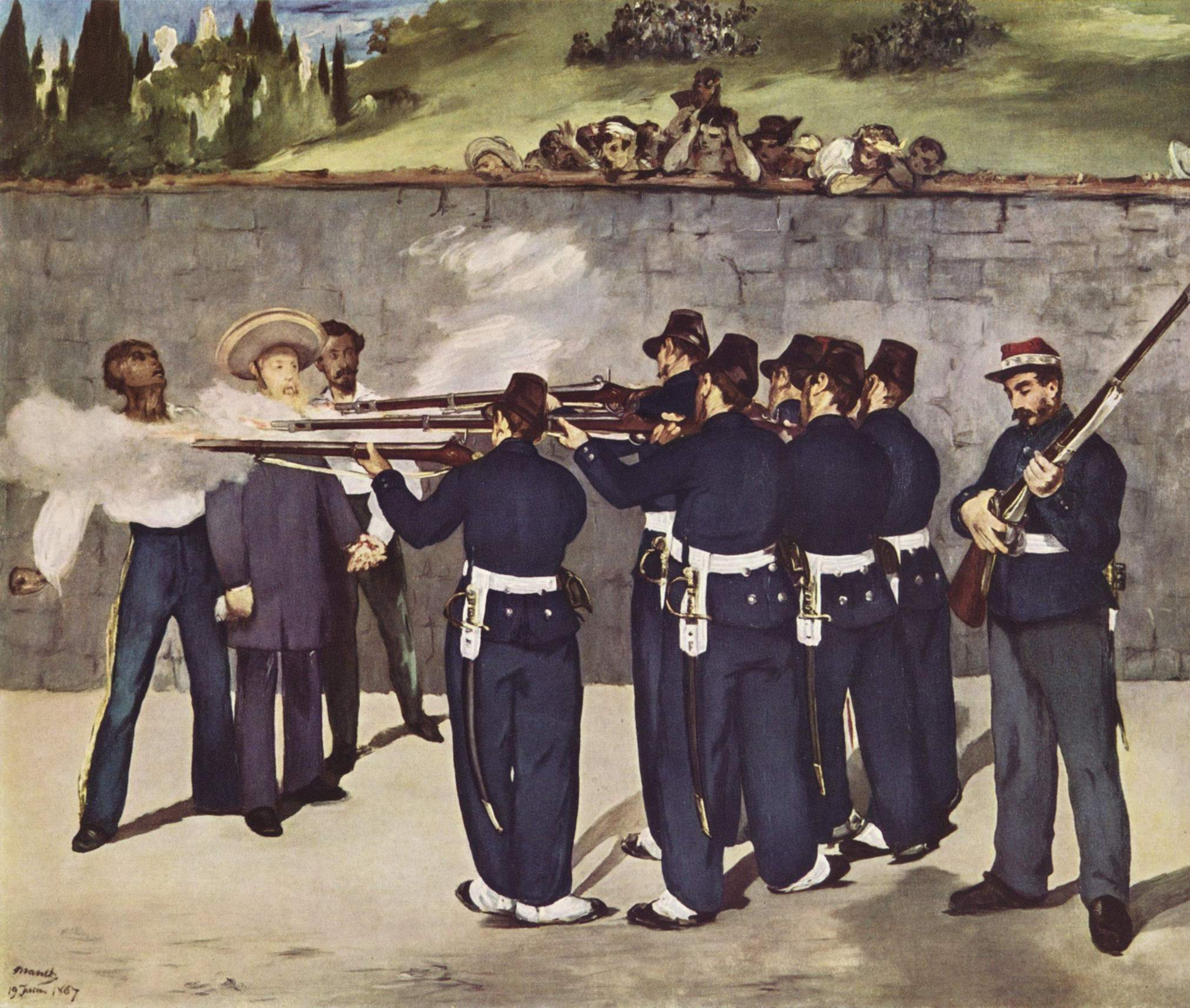
马奈的画作《枪决皇帝马克西米连》

1867年6月19日星期三凌晨三点，行刑队押解皇帝和他手下的两位将军米格尔·米拉蒙和托马斯·梅西拉去执行槍決，皇帝身穿黑色制服，胸前佩带着哈布斯堡家族的金羊毛勋章。神父为皇帝主持弥撒之后，被押赴刑场克雷塔罗的克罗什高地。他把他的帽子给了他的匈牙利厨师，并对他说：“把这个交给我的母后。请转告她，我在临终前仍然思念着她。”皇帝与行刑队队员一一握手，然后站到离他们几米远的矮墙前。“我愿宽恕天下人”，皇帝大声说道，“但愿天下人能宽恕我，为了国家的利益，我甘洒热血，墨西哥万岁！独立万岁！”行刑队员举起了指挥刀。“孩子们瞄准了，瞄准正前方！”皇帝一边叫喊，一边指着胸膛。枪声响起，皇帝应声倒下。有人听到他低语：“灾难！（Hombre!）”

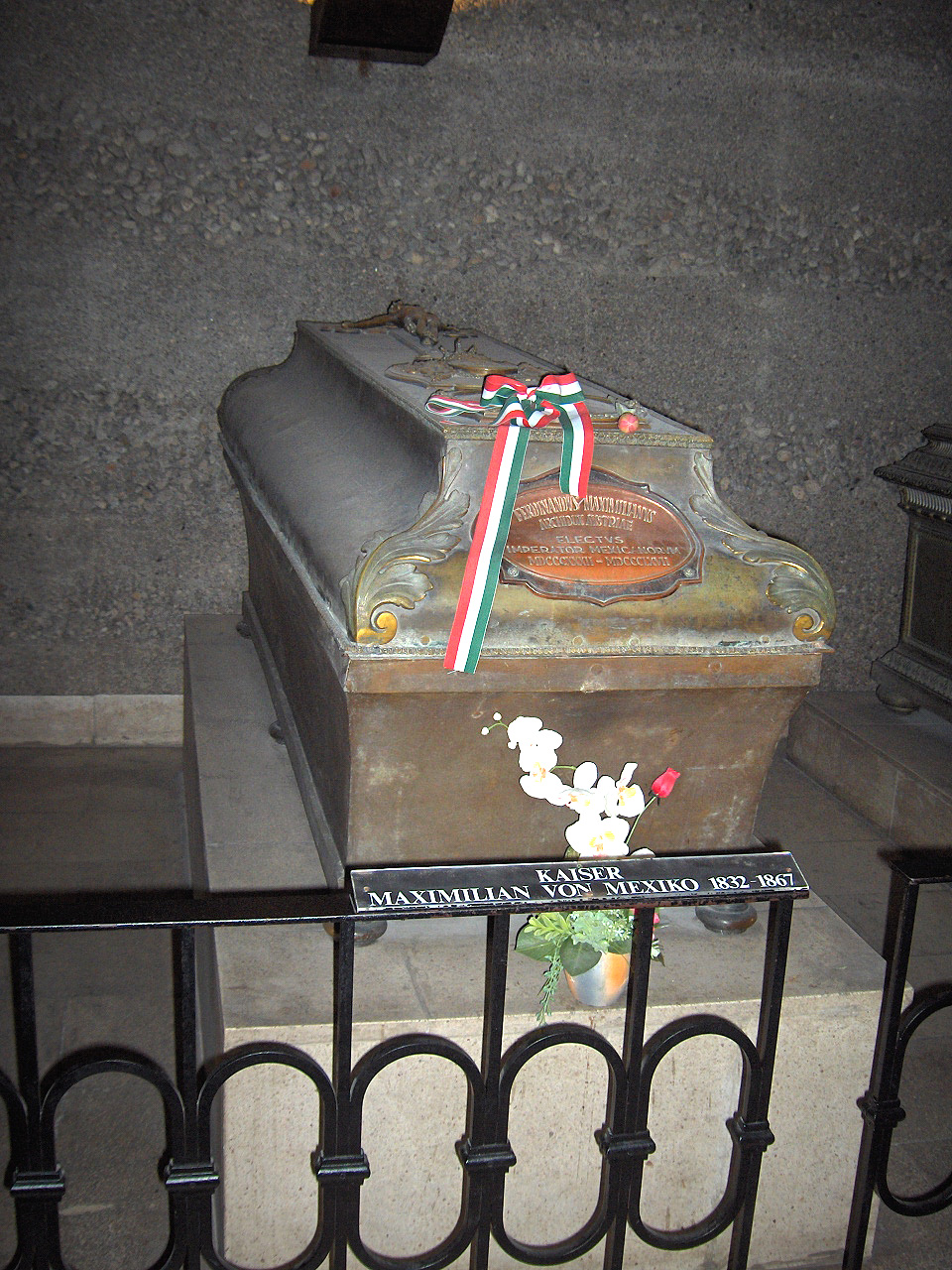
马西米连诺一世的灵柩

约十天之后，消息传到欧洲，哈布斯堡家族沉浸在一片悲恸之中，梓宮经过数月才运回奥地利。次年2月，奥匈帝国为其举行了国葬，最终安葬在维也纳的皇家墓室。